# باد ناوهايم
باد نواهايم (بالألمانية: Bad Nauheim)، هي بلدة تقع في منطقة فيتيروكريس [الإنجليزية] في ولاية هيسن بألمانيا.
بلغ عدد سكان باد نوهايم اعتبارًا من عام 2020 ما يقارب 32493 نسمة. تقع المدينة على بعد حوالي 35 كيلومترًا (22 ميلًا) شمال فرانكفورت على الحافة الشرقية لسلسلة جبال تاونوس. وهي منتجع مشهور عالميًا وتشتهر بالينابيع المالحة التي تستخدم لعلاج أمراض القلب والأعصاب.

## تاريخ
قبل الهولوكوست كان هناك تواجد يهودي متقطع في باد نوهايم منذ حوالي عام 1303، إذ عاش في المدينة ما يقرب من 400 يهودي شكلوا ما يقرب من 3 ٪ من السكان آنذاك. في ليلة البلور تم تدنيس المدرسة ونهبها وكذلك المتاجر اليهودية والشركات والمعبد اليهودي. نقل العديد من اليهود في تلك الليلة إلى معسكرات الاعتقال وسمح لبعضهم بالخروج. العديد من المفرج عنهم اعتقلوا مرة أخرى في وقت لاحق. بحلول نهاية الهولوكوست لم يكن هناك سوى ثلاثة يهود في باد ناوهايم. معظم الأشخاص الذين لم يُقتلوا كانوا قد فروا بالفعل من البلاد.

## المدن التوأمة
- باد لانغنزالتسا ، ألمانيا
- بوكستون، إنجلترا، المملكة المتحدة
- شومونت، فرنسا

## أعلام
- توماس دريشر
- كارل كريستيان فون لانغسدورف
- جورج فريدريك ويليم بوريل
- كارولين لينك
- أ. دبليو. ساندبرغ
- راينر فيليب
- جاسمين مغبل
- لودفيغ مولر
- بيترمن
- إلياس أفيري لوي